# Bezirk Rostock
De Bezirk Rostock, inofficieel ook Oostzeebezirk genoemd, was een van de 14 Bezirke (districten) van de Duitse Democratische Republiek (DDR). Rostock werd gevormd bij de herindelingswet van 23 juli 1952, waarbij de deelstaten werden afgeschaft. Na de hereniging met de Bondsrepubliek in 1990 werd de Bezirk Rostock opgeheven en ging hij op in de deelstaat Mecklenburg-Voor-Pommeren.

## Bestuurlijke indeling
De bezirk omvatte de stadtkreise
- Rostock
- Greifswald (vanaf 1 januari 1974)
- Stralsund
- Wismar

alsmede de kreise:
- Kreis Bad Doberan
- Kreis Bergen (tot 31. december 1955)
- Kreis Greifswald
- Kreis Grevesmühlen
- Kreis Grimmen
- Kreis Putbus (tot 31. december 1955)
- Kreis Ribnitz-Damgarten
- Kreis Rostock-Land
- Kreis Rügen (vanaf 1. januari 1956)
- Kreis Stralsund
- Kreis Wismar
- Kreis Wolgast

Bezirke: Cottbus · Dresden · Erfurt · Frankfurt · Gera · Halle · Karl-Marx-Stadt · Leipzig · Magdeburg · Neubrandenburg · Potsdam · Rostock · Schwerin · Suhl

Overig gebied: Oost-Berlijn